# Chloroclystis tortuosa
Chloroclystis tortuosa là một loài bướm đêm trong họ Geometridae.